# İhsaniye
İhsaniye ist eine Kreisstadt und ein Landkreis im Norden der türkischen Provinz Afyonkarahisar. İhsaniye beherbergt knapp 14 Prozent der Landkreisbevölkerung. Der Ort İhsaniye wurde 1888 von türkischen Flüchtlingen aus Rumelien gegründet. 1942 wurde er zu einem Bucak und am 1. April 1959 zu einer Gemeinde erklärt (tr: Belediye).
Der 1959 geschaffene Landkreis grenzt im Norden an die Provinz Eskişehir und Kütahya. Neben der Kreisstadt besteht er aus vier weiteren Gemeinden (Kleinstädten): Döğer (5926 Einwohner / 4 Mahalle), Gazlıgöl (2602 Einw. / 4 Mah.), Yaylabağı (2337 Einw. / 3 Mah.) und Kayıhan (2216 Einw. / 4 Mah.). Letztendlich bilden noch 26 Dörfer (Köy) mit einer durchschnittlichen Bevölkerung von 421 Einwohnern den gesamten Kreis. Zwei Dörfer zählen über 1000 Einwohner: Bozhüyük (1649 Einwohner) und Karacaahmet (1520), weitere sieben Dörfer haben mehr Einwohner als der Durchschnitt. Auf dem Lande leben über 39 Prozent der Bevölkerung.
In der Antike war İhsaniye Teil Phrygiens. Das hier verlaufende Phrygische Tal enthält viele Monumente (Maltaş, Arslankaya, Aslantaş und Yılantaş) und Orte (Ayazini) aus verschiedenen Epochen. Im Ort Beyköy wurden auf verschiedenen Hügeln zahlreiche phrygische Gräber gefunden, auch eine hethitische Stele. Auf dem dortigen Hügel Yumruktepe findet sich neben den Gräbern ein verwittertes Relieffragment einer ebenfalls hethitischen Flügelsonne.